# Municipio de Union (condado de McCook)
El municipio de Union (en inglés, Union Township) es un municipio del condado de McCook, Dakota del Sur, Estados Unidos. Tiene una población estimada, a mediados de 2021, de 120 habitantes.

## Geografía
Está ubicado en las coordenadas 43°32′10″N 97°24′29″O / 43.53611, -97.40806. Según la Oficina del Censo de los Estados Unidos, tiene una superficie total de 93.48 km², de la cual 93.42 km² corresponden a tierra firme y 0.06 km² son agua.

## Demografía
Según el censo de 2020, en ese momento había 126 personas residiendo en la zona. La densidad de población era de 1.35 hab./km². El 95.2 % de los habitantes eran blancos, el 0.8 % era amerindio, el 0.8 % era de otra raza y el 3.2 % eran de una mezcla de razas. Del total de la población, el 3.2 % eran hispanos o latinos de cualquier raza.